# Frédéric Née
Frédéric Née, né le 18 avril 1975 à Bayeux (Calvados), est un footballeur international français des années 1990 et 2000, reconverti comme entraîneur adjoint. 
Attaquant formé au Stade Malherbe Caen, il s'affirme comme un bon buteur du championnat de France au SC Bastia, en terminant notamment meilleur buteur français de Division 1 lors de la saison 2000-2001. Il connaît alors son unique sélection en équipe de France. Recruté par l'Olympique lyonnais, il est victime de plusieurs blessures qui l'éloignent de son meilleur niveau. De retour à Bastia, il met un terme à sa carrière sportive en décembre 2006, à 31 ans, après une nouvelle blessure.

## Biographie

### Joueur
Frédéric Née découvre le football au collège Pierre Aguiton de Brécey, section foot, et à l'AS Bayeux, le club de sa ville natale, d'où il part à 15 ans au centre de formation du Stade Malherbe Caen. Attaquant de l'équipe réserve, aux côtés du jeune William Gallas notamment, il remporte sous la direction de Pascal Théault le championnat de National 2, le plus haut niveau pour une équipe réserve. 
En 1996, à la suite du retour du club en première division, il est intégré au groupe professionnel par l'entraîneur Guy David. Il joue son premier match le 24 août 1996 pour la réception de Lyon (1-1) et s'impose rapidement comme titulaire en pointe dans une équipe qui lutte pour le maintien, aux dépens des recrues Anthony Bancarel, Étienne Mendy et l'international Pascal Vahirua. Blessé pendant l'hiver, il réalise une excellente fin de saison en marquant huit fois en treize rencontres, notamment les deux buts des victoires sur Lille et Marseille. Malheureusement le club termine 17e et premier relégable. Malgré des propositions de transfert, venant notamment du FC Nantes, il reste en Normandie la saison suivante. Dirigés par Gabriel Calderón, les Caennais réalisent un début de saison très décevant qui conduit à l'arrivée de Théault sur le banc. L'équipe se redresse bien, mais sans pouvoir se joindre à la lutte pour la montée. Le club normand n'a plus les moyens de retenir ses meilleurs joueurs et notamment Née, qui a confirmé ses talents en pointe en inscrivant treize buts en 34 matchs de championnat : il signe au SC Bastia, en première division.
À Bastia, Née poursuit sa progression et réalise trois bonnes saisons en Division 1, marquant respectivement onze, onze et seize buts lors de la saison 2000-2001, dont il termine meilleur buteur français. Il forme un duo d'attaquant redoutable avec Pierre-Yves André. À l'issue de la saison, il obtient sa première et unique sélection en équipe de France face à l'Australie (0-1), sans parvenir à marquer de but, au cours de la Coupe des confédérations 2001 jouée au Japon et en Corée du Sud et remportée finalement par les Français.
Née est alors recruté par l'ambitieux Olympique lyonnais, où brille le buteur brésilien Sonny Anderson, pour 51 millions de francs (soit 7,7 M€), en même temps que Peguy Luyindula, Éric Carrière ou encore le Brésilien Juninho. Il commence la saison comme titulaire et découvre la compétition européenne en Ligue des champions, au cours de laquelle il inscrit son premier but lors de la victoire lyonnaise sur le terrain du Bayer Leverkusen en octobre 2001 (2-4). Mais son inefficacité le pousse sur le banc à partir de novembre, avant qu'il ne se blesse sérieusement en janvier 2002. Il ne retrouve pas les terrains de la saison, et assiste de loin au premier sacre des Lyonnais à l'issue d'un duel serré avec le RC Lens, sur un maigre bilan personnel de deux buts en dix-huit matchs de championnat. Sa deuxième saison est encore plus difficile : il ne participe qu'à onze matchs, dont huit en championnat (pour 170 minutes de jeu), et n'inscrit qu'un seul but.
Devenu indésirable à Lyon, il profite du transfert du milieu de terrain Michael Essien de Bastia à Lyon pour faire le chemin inverse. Mais il est toujours handicapé par des blessures à répétition, notamment à la hanche, et ne retrouve pas son efficacité d'antan. Complément de Florian Maurice, puis de Tony Vairelles et Pierre-Yves André, il n'est l'auteur que de quatre et trois buts en championnat les deux saisons suivantes, et voit son club être relégué en deuxième division en 2005. Après une saison et demie à ce niveau, il contracte une nouvelle blessure lors la réception du FC Gueugnon le 8 décembre 2006, et décide de suivre l'avis des médecins en mettant un terme à sa carrière.

### Entraîneur
À la suite de sa retraite sportive, il doit encore deux ans de contrat au club et se reconvertit donc dans l'encadrement, à la demande de Christian Bracconi, directeur du centre de formation du SC Bastia. Il devient adjoint au centre de formation responsable du secteur offensif. Il forme des joueurs comme Christophe Gaffory, Guy-Roland Niangbo Nassa ou Rocchi. 
À l'été 2010, il se rapproche de l'équipe première en devenant entraineur des attaquants des équipes de Ligue 1 et de CFA2 de Bastia, dans le staff de l'entraîneur Frédéric Hantz. Il passe en parallèle son DEF, diplôme d'entraîneur.
Cinq ans plus tard, le 1er juillet 2015, il intègre l'encadrement technique de l'équipe professionnelle du Stade rennais, en qualité d'adjoint de Philippe Montanier chargé des attaquants. Quelques mois plus tard, en janvier 2016, Montanier étant remercié et remplacé par Rolland Courbis, Frédéric Née quitte également le Stade rennais.
Le 23 novembre 2016, la FFF annonce l'arrivée de Frédéric Née dans le staff d'Olivier Echouafni, entraîneur de l'Equipe de France féminine. Comme au Stade rennais, il supervise le secteur offensif.
Début novembre 2017, il devient l'entraineur de l'EF Bastia.
A l'été 2019, Frédéric Née intègre de nouveau l'encadrement du SC Bastia alors en National 2 en devenant l'adjoint de Stéphane Rossi. Il est nommé entraîneur par intérim le 23 octobre 2019.

## Statistiques

### Par saisons
| Saison                | Club                  | Championnat           | Championnat | Championnat | Coupe nationale | Coupe nationale | Coupe de la Ligue | Coupe de la Ligue | Compétition(s) continentale(s) | Compétition(s) continentale(s) | Compétition(s) continentale(s) | France | France | Total | Total |
| Saison                | Club                  | Division              | M.          | B.          | M.              | B.              | M.                | B.                | Comp.                          | M.                             | B.                             | M.     | B.     | M.    | B.    |
| 1996-1997             | SM Caen               | Division 1            | 22          | 9           | 2               | 0               | 3                 | 2                 | -                              | -                              | -                              | -      | -      | 27    | 11    |
| 1997-1998             | SM Caen               | Division 2            | 34          | 13          | 5               | 2               | 0                 | 0                 | -                              | -                              | -                              | -      | -      | 39    | 15    |
| Sous-total            | Sous-total            | Sous-total            | 56          | 22          | 7               | 2               | 3                 | 2                 | -                              | -                              | -                              | -      | -      | 66    | 26    |
| 1998-1999             | SC Bastia             | Division 1            | 27          | 11          | 1               | 0               | 1                 | 0                 | CI                             | 5                              | 3                              | -      | -      | 34    | 14    |
| 1999-2000             | SC Bastia             | Division 1            | 30          | 11          | 1               | 0               | 4                 | 1                 | -                              | -                              | -                              | -      | -      | 35    | 12    |
| 2000-2001             | SC Bastia             | Division 1            | 33          | 16          | 0               | 0               | 2                 | 1                 | -                              | -                              | -                              | 1      | 0      | 36    | 17    |
| 2001-2002             | SC Bastia             | -                     | -           | -           | -               | -               | -                 | -                 | CI                             | 1                              | 0                              | -      | -      | 1     | 0     |
| Sous-total            | Sous-total            | Sous-total            | 90          | 38          | 2               | 0               | 7                 | 2                 | -                              | 6                              | 3                              | 1      | 0      | 106   | 43    |
| 2001-2002             | Olympique lyonnais    | Division 1            | 18          | 2           | 2               | 2               | 0                 | 0                 | C1+C3                          | 4+3                            | 1+0                            | -      | -      | 27    | 5     |
| 2002-2003             | Olympique lyonnais    | Ligue 1               | 8           | 1           | 0               | 0               | 1                 | 0                 | C1                             | 2                              | 0                              | -      | -      | 11    | 1     |
| Sous-total            | Sous-total            | Sous-total            | 26          | 3           | 2               | 2               | 1                 | 0                 | -                              | 9                              | 1                              | -      | -      | 38    | 6     |
| 2003-2004             | SC Bastia             | Ligue 1               | 27          | 4           | 0               | 0               | 2                 | 0                 | -                              | -                              | -                              | -      | -      | 29    | 4     |
| 2004-2005             | SC Bastia             | Ligue 1               | 26          | 3           | 1               | 0               | 1                 | 0                 | -                              | -                              | -                              | -      | -      | 28    | 3     |
| 2005-2006             | SC Bastia             | Ligue 2               | 28          | 2           | 2               | 1               | 1                 | 0                 | -                              | -                              | -                              | -      | -      | 31    | 3     |
| 2006-2007             | SC Bastia             | Ligue 2               | 11          | 1           | 2               | 1               | 0                 | 0                 | -                              | -                              | -                              | -      | -      | 13    | 2     |
| Sous-total            | Sous-total            | Sous-total            | 92          | 10          | 5               | 2               | 4                 | 0                 | -                              | -                              | -                              | -      | -      | 101   | 12    |
| Total sur la carrière | Total sur la carrière | Total sur la carrière | 264         | 73          | 16              | 6               | 15                | 4                 | -                              | 15                             | 4                              | 1      | 0      | 311   | 87    |

Son bilan est le suivant : 
- 191 matchs de Division 1 pour 57 buts
- 73 matchs de Division 2 pour 16 buts
- Coupe d'Europe : 
  - Ligue des Champions : 4 matchs pour 1 but.
  - Coupe UEFA : 5 matchs.
  - Coupe Intertoto : 6 matchs pour 3 buts.

### Matchs internationaux
| Matchs internationaux de Frédéric Née | Matchs internationaux de Frédéric Née | Matchs internationaux de Frédéric Née | Matchs internationaux de Frédéric Née | Matchs internationaux de Frédéric Née | Matchs internationaux de Frédéric Née            | Matchs internationaux de Frédéric Née                   |
| #                                     | Date                                  | Lieu                                  | Adversaire                            | Résultat                              | Compétition                                      | Notes                                                   |
| ------------------------------------- | ------------------------------------- | ------------------------------------- | ------------------------------------- | ------------------------------------- | ------------------------------------------------ | ------------------------------------------------------- |
| 1                                     | 1er juin 2001                         | Stade de Daegu, Daegu, Corée du Sud   | Australie                             | D 0 - 1                               | Premier tour de la Coupe des confédérations 2001 | Titulaire, remplacé par Nicolas Anelka à la 71e minute. |

## Palmarès

### En club
- Champion de France en 2002 et en 2003 avec l'Olympique lyonnais

### En équipe de France
- Vainqueur de la Coupe des Confédérations en 2001